# Marquess Wilson
Marquess Wilson (Tulare, 14 settembre 1992) è un giocatore di football americano statunitense che gioca nel ruolo di wide receiver per i Chicago Bears della National Football League (NFL). Fu scelto nel corso del settimo giro (236º assoluto) del Draft NFL 2013 dai Bears. Al college ha giocato a football alla Washington State University.

## Carriera professionistica

### Chicago Bears
Wilson fu scelto nel corso del settimo giro del Draft 2013 dai Chicago Bears. Debuttò come professionista nella settimana 5 contro i New Orleans Saints e ricevette il suo primo passaggio da 3 yard nella settimana 7 contro i Washington Redskins. La sua stagione da rookie si concluse con 13 yard ricevute in 10 presenze, di cui una come titolare. Dopo avere perso tutta la prima metà della sua seconda stagione, tornò in campo nella settimana 11 e da quel momento partì come titolare in tutte le ultime 7 gare tranne una, segnando il suo primo touchdown nella settimana 15 contro i New Orleans Saints.

## Statistiche
| Partite totali         | 17  |
| Partite da titolare    | 7   |
| Ricezioni              | 19  |
| Yard su ricezione      | 153 |
| Touchdown su ricezione | 1   |

Statistiche aggiornate alla stagione 2014